# دامین کراس
دامین کراس (انگلیسی: Damien Crosse؛ زاده ۱۱ فوریه ۱۹۸۲) یک بازیگر پورنوگرافی اهل ایالات متحده آمریکا است.